# Steve Forrest (musicien)
Pour les articles homonymes, voir Forrest.
Steve Forrest est un musicien américain né le 25 septembre 1986 à Modesto en Californie, connu notamment pour avoir été le batteur du groupe Placebo depuis l'été 2008 et jusqu'à février 2015. 

## Biographie
Steve Forrest rejoint son premier groupe Evaline, qualifié de emo punk rock et originellement nommé "Holiday", en tant que batteur à l'âge de 15 ans. Steve annonce son intention de quitter le groupe en janvier 2007.
Dans le courant de l'année 2007, Steve Forrest apprend que le batteur Steve Hewitt du groupe Placebo vient d'annoncer son départ. Il se porte alors candidat à la succession auprès de Brian Molko et Stefan Olsdal qu'il avait eu l'occasion de rencontrer en octobre 2006 alors qu'Evaline assurait la première partie de la tournée américaine de Placebo. Très vite, il est invité à les rejoindre à Londres et devient membre officiel de Placebo à l'été 2008 pour l'enregistrement de Battle for the Sun. Engagé pour son talent de batteur rapide, sec et rythmé mais aussi pour son enthousiasme et sa jeunesse, Steve donne rapidement un nouveau souffle à Placebo et conquiert le cœur des fans.
Il est également membre du groupe Planes (anciennement Florence é Florentino), dans lequel il chante et joue la guitare rythmique.
Le 2 juin 2009, à Bruxelles, Steve Forrest assure la première partie de Placebo et donc en quelque sorte, de la sienne, avec ses propres chansons, à la guitare acoustique. L'expérience fut reconduite plusieurs fois après cette première.
Le 2 février 2015, Steve Forrest annonce son départ du groupe pour poursuivre des projets personnels.
En 2016, Steve Forrest doit quitter le territoire anglais et rompre avec le groupe Planes qu'il avait cofondé, en raison de nouvelles législations.

## Carrière

### Evaline
- 2006: postpartum modesty. a portrait of skin.

### Placebo
- 2009: Battle for the Sun
- 2013: Loud Like Love